# Partit Baas Àrab
El Partit Baas Àrab (àrab: حزب البعث العربي, Ḥizb al-Baʿṯ al-ʿArabī) va ser un partit polític panarabista i nacionalista àrab fundat a Síria per Zaki Al-Arsuzi el 1940.
Anteriorment, Arsuzi era membre de la Lliga d'Acció Nacionalista però en va marxar el 1939 després que el seu líder popular morís i el partit caigués en el caos. Aleshores va fundar l'efímer Partit Nacional Àrab en 1939 i el va dissoldre aquell mateix any. Va formar el Partit Baas Àrab el 1940 i els seus punts de vista van influir en Michel Aflaq que, juntament amb el seu soci menor Salah al-Din al-Bitar, va fundar el Moviment del Renaixement Àrab en 1940 que més tard es va rebatejar com el Moviment Baath Àrab en 1943. Encara que Aflaq va ser influenciat per ell, Arsuzi inicialment no va cooperar amb el moviment de Aflaq. Arsuzi sospitava que l'existència del Moviment del Renaixement Àrab, que ocasionalment s'anomenaba "Partit Baas Àrab" durant 1941, era part d'un complot imperialista per evitar la seva influència sobre els àrabs creant un moviment del mateix nom.
Un conflicte significatiu entre els moviments de Arsuzi i Aflaq va ocórrer quan van discutir sobre el tema del cop d'estat de 1941 per Rashid Ali al-Gailani i la posterior Guerra anglo-iraquiana. El moviment de Aflaq va recolzar al govern del-Gaylani i la guerra del govern iraquià contra els britànics, i va organitzar voluntaris per anar a l'Iraq i lluitar pel govern iraquià. No obstant això, Arsuzi es va oposar al govern del-Gaylani, considerant que el cop va ser mal planificat i un fracàs. En aquest punt, el partit de Arsuzi va perdre membres i suport que es van transferir al moviment de Aflaq.
Posteriorment, la influència directa d'Arsuzi en la política àrab va col·lapsar després que les autoritats franceses de Vichy el van expular de Síria en 1941. La següent gran acció política de Aflaq va ser el seu suport a la guerra d'independència libanesa de França en 1943. Els dos moviments finalment es van fusionar en 1947 sense la participació d'Arsuzi.